# Corporación de Ventas de Salitre y Yodo de Chile
La Corporación de Ventas de Salitre y Yodo de Chile (COVENSA) fue el estanco formado entre el Estado chileno y las empresas privadas productoras que funcionó entre 1934 y 1968. Estaba encargada de regular la exportación y comercialización del salitre y iodo. Surgió como reemplazo de la COSACH (Compañía de Salitres de Chile 1930-1933).

## Creación y modificaciones legales
La creación de la COVENSA, por la Ley N° 5.350 del 8 de enero de 1934, significó cambios importantes en la concesión y explotación salitrera. En primer lugar a diferencia de la COSACH no se preocupó de participar en la explotación misma, sino de la exportación y comercialización y el cobro de las utilidades. Tampoco participaría de la propiedad de las empresas. Tendría una duración de 35 años contados desde el 1 de julio de 1933. Las utilidades de la COVENSA estarían conformadas por la diferencia de precios que pagan los productores y el precio de venta. De ellas un 25% quedaría para el fisco como impuesto a la renta, siendo la única tributación de las empresas.
La COVENSA podría también imponer y fijar un salario mínimo, según las condiciones de cada zona salitrera, para los obreros. La Ley también estableció que las empresas debían abastecerse de insumos nacionales en igualdad de condiciones que los extranjeros, contratar seguros con compañías nacionales y entregar a los organismos fiscales que lo solicitaran, a través de la COVENSA, parte de su producción a un precio fijado por el directorio de COVENSA.
Durante la segunda presidencia de Carlos Ibáñez nuevamente la situación de la industria salitrera estaba en crisis. Se promulga la Ley N° 12.018 de 1956 del Referéndum Salitrero. Esta otorgó exenciones de impuestos, liberación de derechos aduaneros, retorno en dólares al mejor tipo de cambio y el cambio de la amortización fija a uno porcentual, con el compromiso de invertirse en mejoras de la producción, La participación del estado se eleva de un 25% a un 40% y se permitió la comercialización total de la producción eliminándose los stock. Sin embargo estas medidas no fueron suficientes en mejorar la producción y las utilidades quebrando la CONSAT en 1960.

## Evolución de los integrantes de COVENSA
Inicialmente se establecieron tres unidades productivas
- Compañía Salitrera Anglo-Chilena;
- Lautaro Nitrate Company; y
- Otros 34 productores. Quienes posteriormente se reúnen en la Compañía Salitrera de Tarapacá y Antofagasta (CSTA o COSATAN).

Posteriores cambios reducen a dos las unidades productivas. En 1951 la Anglo Chilean Nitrate adquiere la Lautaro Nitrate creando la Compañía Salitrera Anglo Lautaro S.A. En 1960 al quebrar la COSATAN la CORFO crea la Empresa Salitrera Victoria (ESAVI) como filial a partir de las instalaciones y concesiones de esta.

## Disolución de COVENSA
En 1968 el gobierno del Presidente Eduardo Frei Montalva decide no renovar la duración de la COVENSA, cumpliéndose su vida legal el 1 de julio. Se efectúan negociaciones entre la CORFO y la Compañía Salitrera Anglo Lautaro las cuales finalizan en la creación de la Sociedad Química y Minera de Chile que incorpora los activos de ambos.